# Pato Donald
Pato Donald (portugais de Donald Duck) est un magazine bimensuel brésilien de bande dessinée hebdomadaire, comprenant des histoires de l'univers Disney. Publié à partir de 1950 par Editora Abril, filiale du groupe de média Abril, c'est le deuxième magazine lancé par l'éditeur, le premier étant Raio Vermelho, et le titre de bandes dessinées brésilien ayant eu la  plus grande longévité (68 ans). La publication a cessé en juin 2018 avec le numéro 2481. À partir de 2019, il sera publié par l'éditeur Culturama.

## Historique
Le premier numéro de Pato Donald est paru le 12 juillet 1950. Sur la couverture, conçue par l'argentin Luis Destuet, apparaissent le canard Donald Duck et le perroquet José Carioca. Le numéro ne comprend que sept pages en couleur et toutes les histoires sont des traductions.
À l'origine, la revue mensuelle était de plus grande taille que les livres numériques dans le format BD dite « américain » (20x26 cm).
Le 8 avril 1952, avec le numéro Pato Donald # 22, le  magazine adopte un format plus petit nommé le formatinho, où formato de pato.
Après les vingt premières éditions, le magazine est devenu un hebdomadaire. 
Avec l'émergence du magazine Zé Carioca en janvier 1961, Pato Donald devient bimensuel, les deux magazines étant alors publiés en alternance pour avoir un rythme hebdomadaire avec la même numération, Pato Donald avec des numéros paires et Zé Carioca les numéros impaires.
En 1959, Jorge Kato avec Papai Noel por acaso, écrit la première histoire de Disney entièrement réalisée au Brésil.